# 8273 Apatheia
8273 Apatheia (1989 WB2) là một tiểu hành tinh vành đai chính được phát hiện ngày 29 tháng 11 năm 1989 bởi M. Akiyama và T. Furuta ở Susono.